# Acritomorphus akiyamai
Acritomorphus akiyamai är en skalbaggsart som först beskrevs av Ôhara 1999.  Acritomorphus akiyamai ingår i släktet Acritomorphus och familjen stumpbaggar. Inga underarter finns listade i Catalogue of Life.